# Łyse (gemeente)
De gemeente Łyse is een landgemeente in het Poolse woiwodschap Mazovië, in powiat Ostrołęcki.
De zetel van de gemeente is in Łyse.
Op 30 juni 2004 telde de gemeente 7913 inwoners.

## Oppervlakte gegevens
In 2002 bedroeg de totale oppervlakte van gemeente Łyse 246,45 km², waarvan:
- agrarisch gebied: 62%
- bossen: 35%

De gemeente beslaat 11,74% van de totale oppervlakte van de powiat.

## Demografie
Stand op 30 juni 2004:
| Omschrijving                   | Totaal | Totaal | Vrouwen | Vrouwen | Mannen | Mannen |
| ------------------------------ | ------ | ------ | ------- | ------- | ------ | ------ |
| eenheid                        | aantal | %      | aantal  | %       | aantal | %      |
| inwoners                       | 7913   | 100    | 3891    | 49,2    | 4022   | 50,8   |
| bevolkingsdichtheid (inw./km²) | 32,1   | 32,1   | 15,8    | 15,8    | 16,3   | 16,3   |

In 2002 bedroeg het gemiddelde inkomen per inwoner 1407,89 zł.

## Administratieve plaatsen (sołectwo)
Antonia, Baba, Dawia, Dęby, Dudy Puszczańskie, Grądzkie, Klenkor-Wyżega, Lipniki, Łączki, Łyse, Piątkowizna, Plewki, Pupkowizna, Serafin, Szafranki, Tartak, Tyczek, Warmiak, Wejdo, Zalas, Złota Góra.

## Aangrenzende gemeenten
Kadzidło, Myszyniec, Pisz, Rozogi, Turośl, Zbójna